# Mulugeta
Mulugeta ist ein Familienname und Vorname äthiopischer Herkunft.

## Namensträger

### Familienname
- Abel Mulugeta Kegone, Musiker
- Kelem Mulugeta Mamuyé (* 1994), äthiopische Fußballspielerin
- Mahlet Mulugeta (* 1995), äthiopische Mittelstreckenläuferin
- Mekyas Mulugeta (* 2000), deutscher Schauspieler
- Menna Mulugeta (* 1991), deutsche Musikerin äthiopischer Herkunft
- Samson Mulugeta (* 1983), Fußballspieler

### Vorname
- Mulugeta Ayene (* 1970), Journalist und Fotograf
- Mulugeta Wendimu (* 1985), Mittel- und Langstreckenläufer